# Alejandro Puerto
Alejandro Puerto, född 1 oktober 1964 i Pinar del Río, Kuba, är en kubansk brottare som tog OS-guld i bantamviktsbrottning i fristilsklassen 1992 i Barcelona.